# 아우토스트라다 A10
아우토스트라다 A10(이탈리아어: Autostrada A10)은 제노바와 벤티밀리아를 사이에 둔 총 연장 158.1 km의 거리를 가진 이탈리아의 고속도로이다. 그러나 이 고속도로는 전선 리구리아주를 관통하고 있지만 주요 경유지는 제노바, 사보나, 벤티밀리아 등이 전부이며, 종점부에는 프랑스의 경계 지점인 엑상프로방스가 있지만 이곳에서는 오토루트 8호선을 직선으로 곧장 이어준다. 그리고 이 도로는 유럽 고속도로 80호선의 일부를 이루고 있다.

## 역사
이 고속도로는 1967년 9월 5일, 제노바에서 사보나까지 최초로 개통되었던 것으로 보인다. 그러다가 1971년 11월 6일에는 사보나에서 벤티밀리아까지 연장되어 완전히 개통된 것으로 나와 있는 것으로 보인다. 그러나 이후에는 도로 선형을 보면 제노바 - 사보나 사이 구간은 3회에 걸쳐 개선된 것으로 나와 있으나, 벤티밀리아 방면의 북쪽 노선이 보수 처리된 반면, 반대 방향인 제노아행의 경우 이전까지만 하여도 양방향으로 구성되어 있는 본디의 노선으로 이루고 있다. 다만 차선을 3차선으로 확장하기 위해 별도로 마련된 비상용 차선을 어쩔 수 없이 철거시켜야 하는 것 외에도 전 차선에 걸쳐 폭을 3.75 m로 줄일 수밖에 없는 선형에 이르게 되며, 이는 이탈리아의 고속도로 관련 법규의 규정보다 적은 것 외에도, 대부분의 연선에 대한 제한 속도를 시속 80 km/h로 낮추어진 것으로 보이게 된다.
이와는 정반대로 사보나와 이탈리아-프랑스 국경 사이의 노선은 새로운 선형을 가진 구간으로 이루어져 있어 1960년대에 지어졌다. 그러나 해당 방향마다 2개의 차선을 갖고 병주하고 있는 형태로 이루어져 있어 비상용 차선인 갓길이 없어도 비상 상황이 벌어질 때 쉽게 정차하게 될 수 있는 구조도 물론 갖추어져 있는 유익한 도로이기도 하다.
그리고 2018년 8월 14일에는 모란디 교가 붕괴되면서, 이곳을 지나간 운전자, 탑승객 등 43명의 사망자가 발생된 바 있었다. 자세한 사항은 모란디 교 문서를 참고하라.

## 같이 보기
- 모란디 교
- 유럽 고속도로 74호선
- 유럽 고속도로 80호선